# 島原藩
島原藩（日语：／ Shimabara han */?）是日本江戶時代的一個藩。位於肥前國島原周邊。初時稱為日野江藩。藩廳早期在日野江城，後來遷至島原城。

## 藩史
戰國時代是有馬氏的領地，關原之戰後支持德川軍保住了領地。1614年移遷到延岡藩。期間成為了天領，1616年由松倉氏入主，對領內的基督教徒鎮壓，加上實行暴政，導致了島原之亂的原因。松倉氏因而被處罰。並由高力氏入主。後來經戶田、松平氏管治。廢藩置縣後，成為島原縣，然後被編入為長崎縣。

## 歷代藩主

### 有馬家
4万石 外樣 （1600年～1614年）
1. 晴信
2. 直純

### 天領
1614-1616年

### 松倉家
4万石 外樣 （1616年～1638年）
1. 重政
2. 勝家

### 高力家
4万石 譜代 （1638年～1668年）
1. 忠房
2. 隆長

### 深溝松平家
6万5000石 譜代 （1668年～1747年）
1. 忠房
2. 忠雄
3. 忠俔
4. 忠刻
5. 忠祗

### 戶田家
7万7000石 譜代 （1747年～1774年）
1. 忠盈
2. 忠寛

### 深溝松平家
6万5000石 譜代 （1774年～1871年）
1. 忠恕
2. 忠馮
3. 忠侯
4. 忠誠
5. 忠精
6. 忠淳
7. 忠愛
8. 忠和